# 아즈마촌 (야마가타현 미나미무라야마군)
아즈마촌(東村) 야마가타현 미나미무라야마군에 존재했던 촌이다. 1954년 10월 1일 해당 행정구역을 소멸하였고 현재의 가미노야마시의 소속으로 되어있다.

## 역사
- 1889년 4월 1일 - 정촌제 시행에 수반해 미나미무라야마군 아즈마촌이 성립하였다.
- 1896년 4월 21일 - 농민봉기의 마키노 촌장 저택 터에 오쓰바 신사비가 세워졌다.
- 1954년 10월 1일 - 가미노야마정, 니시고촌, 혼고촌, 히가시촌, 미야오촌, 나카가와촌과 합병, 시로 승격해 가미노야마시가 성립하여 소멸했다.

## 행정
- 소멸 당시 개요(1954년 9월 30일)
  - 촌장: 이노우에 요하치로
  - 촌의회 의장: 오가타 야스타로
  - 의원수: 16명
  - 면적: 54.95㎢
  - 인구: 3,368명
  - 가구수: 482가구

## 참고문헌
- 『市町村名変遷辞典』東京堂出版、1990年。